# Trichaphodius segmentaroides
Trichaphodius segmentaroides är en skalbaggsart som beskrevs av Schmidt 1909. Trichaphodius segmentaroides ingår i släktet Trichaphodius och familjen Aphodiidae. Inga underarter finns listade i Catalogue of Life.